# Ziellinie
Unter Ziellinie versteht man eine zum Messen dienende Gerade. Der Begriff wird hauptsächlich in zwei Bereichen verwendet:

## Sport
Im sportlichen Wettkampf ist die Ziellinie quer zur Kampfbahn auf die Bahn aufgebracht und markiert so den Zieleinlauf optisch. Sie wird in einfachen Fällen von einem Kampfrichter mit Stoppuhren beobachtet oder der Zieleinlauf mittels Zielfoto aufgezeichnet. 
Für genaue Messungen wird an der Ziellinie eine Lichtschranke installiert. Wenn auch der Start derart erfolgt, sind Zeitmessungen mit Genauigkeiten auf Millisekunden (0,001 s) möglich.

## Geodäsie
In der Geodäsie und anderen Geowissenschaften die Gerade, welche den Messstrahl darstellt. Im Theodolit oder Tachymeter wird die Ziellinie (auch Zielachse oder Visur genannt) durch das Fadenkreuz und die optische Achse des Zielfernrohrs realisiert.
Ziellinien dieser Art finden sich außerdem bei Kameras, Geschützen und anderen Geräten, bei denen Richtungen optisch genau zu messen oder einzustellen sind.